# Список найбільших куполів світу
Список найбільших куполів світу подано у хронологічному порядку створення за їхнім внутрішнім діаметром.

## У світі
Список будівель, що отримали титул найбільшої будівлі світу
|                                |                |                         |                          |                                                                        |                                                                               |  |
| Час створення                  | Діаметр куполу | Назва                   | Місцевість               | Будівник                                                               | Примітки                                                                      |  |
| 1250 р. до н. е. — І ст. н. е. | 14,5 м         | Скарбниця Атрея         | Мікени • Греція          | Стародавня Греція Місто-держава Мікени                                 |                                                                               |  |
| 1 ст. до н. е. — 19 н.е        | 21,5 м         | Храм Меркурія           | Байа • Італія            | Стародавній Рим                                                        |                                                                               |  |
| 1 ст. до н. е. — 19 до н. е.   | 25,0 м         | Терми Агріппи           | Рим • Італія             | Стародавній Рим                                                        | Перші терми з купольною центральною будівлею                                  |  |
| Початок 2 ст. — 128            | 30,0 м         | Терми Траяна            | Рим • Італія             | Стародавній Рим                                                        | Напівкупол                                                                    |  |
| 128 — 1436                     | 43,4 м         | Пантеон                 | Рим • Італія             | Стародавній Рим                                                        | Найбільший неармований бетонний купол•Найкраще збережена антична будівля Риму |  |
| 1436 — 1873                    | 42 — 45 м      | Санта-Марія-дель-Фйоре  | Флоренція • Італія       | Флорентійська республіка                                               | перший подвійний ренесансний купол                                            |  |
| 1873 — 1937                    | 108,0 м        | Ротонда                 | Відень • Австрія         | Австро-Угорська імперія Harkort’sche Fabrik                            | Металева конструкція покрита деревом і гіпсом                                 |  |
| 1957 — 1963                    | 109,0 м        | Belgrade Fair – Hall 1  | Белград • Сербія         | СФРЮ • Београдски сајам                                                | Найбільший напружений бетонний купол світу                                    |  |
| 1963 — 1965                    | 121,9 м        | Assembly Hall           | Шампейн • Іллінойс • США | Іллінойський університет в Урбана-Шампейн                              | Залізобетонний купол. Архітектор Макс Абрамовіч                               |  |
| 1965 — 1975                    | 195,5 м        | Астродом                | Х'юстон • США            | Hermon Lloyd & W. B. Morgan • Walter P Moore Engineers and Consultants | Стальна конструкція • Перший закритий стадіон світу з кліматконтролем         |  |
| 1975 — 2001                    | 207,0 м        | Мерседес-Бенц Супердоум | Новий Орлеан • США       | Curtis & Davis, Statik Sverdrup & Parcel • American Bridge Company     | Стальна конструкція • Конструктор Натаніель Куртіс                            |  |
| 2001 — 2009                    | 274 м          | Ойта Банк Доум          | Ойта • Японія            |                                                                        | Конструктор Кісьо Курокава                                                    |  |
| 2009 —                         | 275 м          | AT&T Стедіум            | Арлінгтон • Техас • США  | HKS, Inc.                                                              |                                                                               |  |
|                                |                |                         |                          |                                                                        |                                                                               |  |

## Відомі куполи
|                   |                |                             |                           |                                        | |  |  |
| Час створення     | Діаметр куполу | Назва                       | Місцевість                | Будівник                               | Примітки |  |  |
| бл. 64            | 13,48 м        | Domus Aurea                 | Рим • Італія              | Стародавній Рим                        | Перший купол на плані багатокутника (октаедр). Перший у палацовій архітектурі                                      |  |  |
| ХІ — сер. ХІІ ст. | 25,6 м         | Флорентійський баптистерій  | Флоренція • Італія        | Єпископ Флоренції • Капітула           | Найбільший купол на Європи поміж собором Святої Софії та Флорентійським собором                                    |  |  |
| 1227              | 21,0 × 16,9 м  | Костел Св. Гереона          | Кельн • Німеччина         | Єпископ • Капітула каноніків           | Купол на плані десятикутника                                                                                       |  |  |
| 1405              | 18,2 м         | Мавзолей Ходжи Ахмеда Ясаві | Яси • Казахстан           | Тимур                                  | Подвійний купол |  |  |
| 1436              | 42-45 м        | Санта-Марія-дель-Фйоре      | Флоренція • Італія        | Флорентійська республіка               | Перший подвійний ренесансний купол                                                                                 |  |  |
| 1557              | 27,2 м         | Сулейманіє Джамі            | Стамбул • Туреччина       | Османська імперія                      | Архітектор Сінан                                                                                                   |  |  |
| 1575              | 31,2 м         | Мечеть Селіміє              | Едірне • Туреччина        | Османська імперія                      | Архітектор Сінан                                                                                                   |  |  |
| 1590              | 42,34 м        | Собор Святого Петра         | Рим • Ватикан             | Святий Престол •                       | Подвійний купол Архітектори Джакомо делла Порта • Доменіко Фонтана                                                 |  |  |
| 1616              | 23,5 м         | Блакитна мечеть             | Стамбул • Туреччина       | Османська імперія                      | |  |  |
| 1641              | 17,7 м         | Тадж Махал                  | Аґра • Індія              | Імперія Великих Моголів                | |  |  |
| 1710              | 30,8 м         | Собор святого Павла         | Лондон • Велика Британія  | Британська імперія                     | |  |  |
| 1743              | 26,15 м        | Фрауенкірхе                 | Дрезден • Німеччина       | Магістрат                              | Архітектор Георг Бар Найбільший кам'яний купол на північ від Альп                                                  |  |  |
| 1781              | 36,0 м         | Собор Св. Блеза             | Занкт-Блазієн • Німеччина | Бенедиктинці                           | На час будівництва третій купол Європи з дерев'яним каркасом. Після пожежі 1874 залізний каркас і напружений бетон |  |  |
| 1871              | 39,0 м         | Ротонда Моста               | Моста • Мальта            | Міщани                                 | Четвертий за величиною купол світу після двох у Римі, Флоренція                                                    |  |  |
| 1914              | 42,5 м         | Гановерський Конгресцентр   | Гановер • Німеччина       | Пауль Бонац • Фрідріх Шолер            | |  |  |
| 1929              | 60,0 м         | Ринок Базелю                | Базель • Швейцарія        | Франц Дішінгер • Ульріх Фінстервальдер | |  |  |
| 1944              | 61,0 м         | Бункер Фау-2 • Купол Ельфо  | Візерн • Франція          | Третій Рейх                            | Залізобетонний купол товщиною 5 м                                                                                  |  |  |
| 1975              | 53,0 м         | Астрофізична обсерваторія   | Зеленчуцька • Росія       | СРСР                                   | Купол 6-метрового телескопу                                                                                        |  |  |
| 1999              | 38,0 м         | Рейхстаг                    | Берлін • Німецька імперія | Німеччина                              | Стальний каркас, скло • Архітектор Норман Фостер                                                                   |  |  |
| 2000              | 110,0 м        | Проект Едем                 | Корнуол • Велика Британія | Велика Британія                        | Стальна конструкція. Архітектор Ніколас Грімшоу                                                                    |  |  |

## Континенти
Найбільші куполи за континентами

### Європа
|                                |                |                        |                         |                                             |                                                                                   |  |
| Час створення                  | Діаметр куполу | Назва                  | Місцевість              | Будівник                                    | Примітки                                                                          |  |
| 1250 р. до н. е. — І ст. н. е. | 14,5 м         | Скарбниця Атрея        | Мікени • Греція         | Стародавня Греція Місто-держава Мікени      |                                                                                   |  |
| 1 ст. до н. е. — 19 н.е        | 21,5 м         | Храм Меркурія          | Байа • Італія           | Стародавній Рим                             |                                                                                   |  |
| 1 ст. до н. е. — 19 до н. е.   | 25,0 м         | Терми Агріппи          | Рим • Італія            | Стародавній Рим                             | Перші терми з купольною центральною будівлею                                      |  |
| Початок 2 ст. — 128            | 30,0 м         | Терми Траяна           | Рим • Італія            | Стародавній Рим                             | Напівкупол                                                                        |  |
| 128 — 1436                     | 43,4 м         | Пантеон                | Рим • Італія            | Стародавній Рим                             | Найбільший неармований бетонний купол•Найкраще збережена антична будівля Риму     |  |
| 1436 — 1873                    | 42 — 45 м      | Санта-Марія-дель-Фйоре | Флоренція • Італія      | Флорентійська республіка                    | перший подвійний ренесансний купол                                                |  |
| 1873 — 1937                    | 108,0 м        | Ротонда                | Відень • Австрія        | Австро-Угорська імперія Harkort’sche Fabrik | Металева конструкція покрита деревом і гіпсом                                     |  |
| 1957 — 1963                    | 109,0 м        | Belgrade Fair – Hall 1 | Белград • Сербія        | СФРЮ • Београдски сајам                     | Найбільший напружений бетонний купол світу                                        |  |
| 2012 —                         | 120,0 м        | Saldome 2              | Райнфельден • Швейцарія | Häring & Co.                                | Найбільший дерев'яний купол Європи. Склад солі Об'єднаних швейцарських солеварень |  |
|                                |                |                        |                         |                                             |                                                                                   |  |

## Австралія
|               |                |                         |                  |          |          |  |
| Час створення | Діаметр куполу | Назва                   | Місцевість       | Будівник | Примітки |  |
| 1988–2000     | 133,0 м        | Бутсвордский суперкупол | Перт • Австралія |          |          |  |
|               |                |                         |                  |          |          |  |

## Азія
|                |                |                                      |                        |                                 |                                                              |  |
| Час створення  | Діаметр куполу | Назва                                | Місцевість             | Будівник                        | Примітки                                                     |  |
| 691 — 1659     | 20,40 м        | Купол Скелі                          | Єрусалим               | Імперія Омеядів                 | Перша ісламська монументальна споруда у візантійському стилі |  |
| 1659 — 1960    | 37,0 м         | Гол Гумбаз                           | Біджапур • Індія       | Біджапурський султанат          | Мавзолей султана Біджапуру Мухаммад Аділ-шаха (1627–57)      |  |
| 1934–1960      | 60,0 м         | Новосибірський театр опери та балету | Новосибірськ • СРСР    | СРСР                            | Залізобетон                                                  |  |
| 1937–1960      | 45,0 м         | Центральний ринок Пном Пеня          | Пномпень • Камбоджа    | Жан Деспо • Володимир Кандауров | Залізобетон                                                  |  |
| 1960–2001      | 108.0 м        | Аранета Колізей                      | Кесон-Сіті • Філіппіни | Амадо Аранета                   | Знаний як «Великий купол»                                    |  |
| 2001 — 2009/14 | 274 м          | Ойта Банк Доум                       | Ойта • Японія          |                                 | Конструктор Кісьо Курокава                                   |  |
|                |                |                                      |                        |                                 |                                                              |  |

## Америка
|               |                |                           |                                    |                                                                        |                                                                       |  |
| Час створення | Діаметр куполу | Назва                     | Місцевість                         | Будівник                                                               | Примітки                                                              |  |
| 1864–1867     | 29.0 м         | Капітолій                 | Вашингтон • США                    | США                                                                    | Архітектор Томас Волтер                                               |  |
| 1867–1902     | 46,0 м         | Табернакль Солт-Лейк      | Солт-Лейк-Сіті • Юта • США         | США                                                                    | Архітектор Генрі Гроу                                                 |  |
| 1902–1955     | 61,0 м         | Вест-Баден-Спрінгс-Готель | Вест-Баден-Спрінгс • Індіана • США | США                                                                    | Архітектор Гаррісон Олбрайт                                           |  |
| 1955–1963     | 101,5 м        | Колізей Шарлотт           | Шарлотт • Північна Кароліна • США  | Томпсон • Стрітт                                                       | Стальний купол                                                        |  |
| 1963–1965     | 121,9 м        | Зал асамблей              | Шампейн • Іллінойс • США           | Іллінойський університет в Урбана-Шампейн                              | Залізобетонний купол. Архітектор Макс Абрамовіч                       |  |
| 1965 — 1975   | 195,5 м        | Астродом                  | Х'юстон • США                      | Hermon Lloyd & W. B. Morgan • Walter P Moore Engineers and Consultants | Стальна конструкція • Перший закритий стадіон світу з кліматконтролем |  |
| 1975–1992     | 207 м          | Луїзіана Супердом         | Новий Орлеан • Луїзіана • США      |                                                                        | Структурна сталева рама • Архітектор Натаніель Куртіс                 |  |
| 1992–2009     | 256 м          | Джорджія Дом              | Атланта • Джорджія • США           | Світовий Конгрес Центр Джоджії                                         | Тенсегрітні структури                                                 |  |
| 2009 —        | 275,0 м        | AT&T Стедіум              | Арлінгтон • Техас • США            | HKS, Inc.                                                              |                                                                       |  |
|               |                |                           |                                    |                                                                        |                                                                       |  |

## Африка
|               |                |                                    |                        |                 |                                                  |  |
| Час створення | Діаметр куполу | Назва                              | Місцевість             | Будівник        | Примітки                                         |  |
| ІІ ст. — 1988 | 22,0 м         | Терми Антонія                      | Карфаген • Туніс       | Римська імперія | Сім куполів діаметром 17 м — 22 м                |  |
| 1988–1997     | 90,0 м         | Базиліка Пресвятої Діви Марії Миру | Ямусукро • Кот-д'Івуар | Кот-д'Івуар     | Збудована за взірцем Собору Святого Петра у Римі |  |
| 1997 —        | 140,0 м        | Кока-Кола Купол                    | Йоганнесбург • ПАР     |                 | Спортивна арена                                  |  |
|               |                |                                    |                        |                 |                                                  |  |

## Україна
|               |                |                     |                                     |                           |                                   |  |
| Час створення | Діаметр куполу | Назва               | Місцевість                          | Будівник                  | Примітки                          |  |
| 375–602       | 2,85 м         | Ротонда в Херсонесі | Херсонес Таврійський • Крим         | Візантійська імперія      | Форма рівнораменного хреста       |  |
| 989—996       |                | Десятинна церква    | Київ                                | Володимир Святославич     |                                   |  |
| ХІІ ст.       | бл. 7,5 м      | Василівська ротонда | Володимир                           | можливо, Роман Мстиславич | Восьмипелюсткова форма • Мурована |  |
| ХІІ ст.       | 18,5 м         | Олешківська ротонда | Олешків • Івано-Франківська область |                           | Дерев'яна                         |  |
|               |                |                     |                                     |                           |                                   |  |
|               |                |                     |                                     |                           |                                   |  |
|               |                |                     |                                     |                           |                                   |  |
|               |                |                     |                                     |                           |                                   |  |
|               |                |                     |                                     |                           |                                   |  |
|               |                |                     |                                     |                           |                                   |  |
|               |                |                     |                                     |                           |                                   |  |
|               |                |                     |                                     |                           |                                   |  |
|               |                |                     |                                     |                           |                                   |  |
|               |                |                     |                                     |                           |                                   |  |
|               |                |                     |                                     |                           |                                   |  |
|               |                |                     |                                     |                           |                                   |  |
|               |                |                     |                                     |                           |                                   |  |
|               |                |                     |                                     |                           |                                   |  |
|               |                |                     |                                     |                           |                                   |  |
|               |                |                     |                                     |                           |                                   |  |
|               |                |                     |                                     |                           |                                   |  |
|               |                |                     |                                     |                           |                                   |  |